# Filosofický časopis
Filosofický časopis – czasopismo filozoficzne wydawane w czeskiej Pradze przez Instytut Filozofii Akademii Nauk Republiki Czeskiej. Zostało założone w 1953 roku.
W zakres zainteresowań pisma wchodzą wszystkie dyscypliny filozoficzne. Publikuje opracowania filozoficzne, badania historyczno-filozoficzne, przeglądy piśmiennictwa, przekłady, informacje o ruchu filozoficznym w kraju i za granicę. Artykuły ukazują się w języku czeskim z abstraktami w językach angielskim i niemieckim. Redaktorem naczelnym jest Petr Horák.
Czasopismo indeksowane jest w ERIH, ISI i Ulrich’s. W roku 1990 czasopismo stało się recenzowane.